# Socom: U.S. Navy Seals
SOCOM: US Navy SEALs är ett datorspel i tredjepersonsskjutargenren, utvecklat av Zipper Interactive och publicerad av Sony Computer Entertainment. Det är en exklusiv titel för Playstation 2, och släpptes den 27 augusti 2002. Den 6 november 2003 hade spelet sålt 2 miljoner exemplar världen över.

## Gameplay
SOCOM har fått sitt namn från förkortningen för de amerikanska specialstyrkorna (United States Special Operations Command). Spelaren leder ett fyr-manna lag av marinsoldater genom 12 uppdrag i 4 regioner: Alaska, Thailand, Kongo-Kinshasa, och Turkmenistan under åren 2006 och 2007. Typiska uppdrag består av följande; eliminera terrorister, rädda gisslan, skaffa underrättelser eller förstör terroristernas baser. 
I spelets Onlineläge kan spelaren välja mellan två sidor: marinsoldat eller terrorist. Kartorna består av tre typer av uppdrag: suppression (eliminera alla medlemmarna av motståndarlaget), extraction, (rädda gisslan) och demolition (konfiskera en väska och förstör motståndarlagets bas).